# Imane Khelif
Imane Khelif (Arabisch: إيمان خليف) (Aïn Sidi Ali, 2 mei 1999) is een Algerijnse boksster. 

## Carrière
Khelif vertegenwoordigde Algerije tijdens de Olympische Spelen in Tokyo (2020) en Parijs (2024). In Parijs won ze een gouden medaille, waarmee ze de eerste Algerijnse bokser werd sinds 2000 die een olympische medaille heeft gewonnen.

## Ophef en aanklacht
Khelif werd op de wereldkampioenschappen in 2024 net voor de finale uitgesloten omdat ze de geslachtstest van de boksbond niet zou zijn doorgekomen.
Tijdens de Spelen in Parijs ontstond er op sociale media veel ophef toen er geruchten over mogelijke afwijkingen van Khelif's geslacht rondgingen. Op 13 augustus 2024 diende zij een aanklacht in wegens cyberpesten op grond van gender, openbare belediging op grond van gender, openbare oproep tot discriminatie en openbare belediging op grond van afkomst. J.K. Rowling en Elon Musk, die door Khelif gezien werden als enkele van de hoofdaanstichters van de online controverse, werden in de aanklacht met naam genoemd.
In mei 2025 kondigde World Boxing aan geslachtstesten te zullen invoeren voor alle atleten die meedoen aan evenementen die onder haar auspiciën worden gehouden. Khelif zou pas weer worden toegelaten tot dergelijke evenementen wanneer een test de afwezigheid van een Y-chromosoom zou aantonen. Uit een gelekt medisch rapport zou blijken dat Khelif biologisch een man is. De aan- of afwezigheid van een Y-chromosoom geeft echter niet in alle gevallen uitsluitsel over iemands sekse, en helemaal niet over de genderidentiteit.
2020: Busenaz Sürmeneli ·
2024: Imane Khelif